# Martín Emilio Rodríguez
Martín Emilio „Cochise“ Rodríguez Gutiérrez (* 14. April 1942 in Medellín) ist ein ehemaliger kolumbianischer Radrennfahrer, der Rennen auf Straße und Bahn bestritt. Auf der Bahn war er Spezialist für die Verfolgung; 1971 wurde er Amateur-Weltmeister in der Einerverfolgung und damit erster Radsport-Weltmeister seines Landes und Lateinamerikas. Er gilt als Kolumbiens erfolgreichster Radrennfahrer des 20. Jahrhunderts.

## Sportliche Laufbahn
Martín Emilio Rodríguez stammte aus ärmlichen Verhältnissen. Als er wenige Tage alt war, starb sein Vater. Mit dem Verkauf von Limonade und Zeitungen und der Auslieferung von Medikamenten mit dem Fahrrad musste er schon früh seine alleinerziehende Mutter unterstützen. Im Alter von 15 Jahren begann er mit dem Radsport, anfangs auf einem Damenfahrrad.
Im Jahre 1958 bestritt Rodríguez sein erstes Rennen. Bei späteren Radrennen startete er zunächst als Amateur. 1961 wurde er Zweiter des erstmals ausgetragenen Clásico RCN, 1962 belegte er Rang zwei in der Gesamtwertung der Vuelta a Colombia. Im Jahr darauf gewann er diese beiden Rundfahrten. Insgesamt gewann er die Vuelta a Colombia im Laufe seiner Karriere viermal (1963, 1964, 1966 und 1967), die venezolanische Rundfahrt Vuelta al Táchira dreimal (1966, 1968, 1971). 1965 wurde er zudem kolumbianischer Meister im Straßenrennen. 1967 belegte Cochise Rodriguez Rang zwei bei der Vuelta Mexico. Auch errang er mehrere Medaillen bei verschiedenen kontinentalen Sportspielen: So gehörte er 1961 zu dem Team, das bei den Juegos Bolivarianos das Mannschaftszeitfahren gewann. 1966 siegte er bei den Zentralamerika- und Karibikspielen im Straßenrennen sowie im Mannschaftszeitfahren, 1970 erneut im Mannschaftszeitfahren. Zwischen 1961 und 1971 errang er bei diesen Sportspielen acht Goldmedaillen in der Einerverfolgung auf der Bahn, darunter zweimal bei den Panamerikaspielen (1967 und 1971) und zweimal bei den Zentralamerika- und Karibikspielen (1962 und 1970). 1967 stellte er in Winnipeg zudem einen neuen panamerikanischen Rekord (4:58,31 Minuten) in der Verfolgung über 4000 Meter auf.
1964 und 1968 startete Rodríguez bei den Olympischen Spielen im Straßenrennen wie in der Einerverfolgung; bei seiner zweiten Teilnahme 1968 belegte er in beiden Disziplinen Platz neun. 1971 wurde er im italienischen Varese Weltmeister der Amateure in der Verfolgung mit einer neuen Weltrekordzeit von  4:53:98 Minuten. Am 7. Oktober 1971 verbesserte er den bestehenden Amateur-Stundenweltrekord von Jacques Anquetil auf 47,566 Kilometer. Sein nächstes Ziel waren die Olympischen Spiele 1972 in München. Dem IOC wurden jedoch Fotos zugespielt, auf denen Rodriguez ein Trikot mit Werbung trug. Dieses Trikot trug den Namen des Sponsors, der die Vorbereitungen des Stundenweltrekords des dänischen Radrennfahrers Ole Ritter finanzierte, und Rodriguez unterstützte Ritter im Training. Daraufhin wurde er von einem Start in München ausgeschlossen, da er kein Amateur mehr sei. Aus dieser Zeit ist das bekannteste Zitat von Rodriguez überliefert: „In Kolumbien sterben mehr Leute an Neid als an Krebs.“
Daraufhin wurde Martín Emilio Rodríguez Profi und startete drei Jahre lang für das italienische Team Bianchi. 1973 gewann er gemeinsam mit Felice Gimondi den Trofeo Baracchi. 1973 sowie 1975 entschied er jeweils eine Etappe des Giro d’Italia für sich. Das Rennen Giro delle Marche konnte er 1974 gewinnen. 1975 nahm er als erster Lateinamerikaner an der Tour de France teil und wurde 27. der Gesamtwertung.
Nach seinem einzigen Start bei der Tour ging Rodríguez, später Vater von drei Kindern, auf Wunsch seiner damals schwangeren Frau nach Kolumbien zurück und startete bis 1980 als Amateur weiterhin bei Radrennen in seiner Heimat. 1979 siegte er im Gran Caracol de Pista, dem damals bedeutendsten Bahnrennen in Südamerika.

## Berufliches
Nach dem endgültigen Ende seiner Sportkarriere wurde Martín Emilio Rodríguez mit verschiedenen Ämtern betraut: So wurde er 1983 von Präsident Belisario Betancur zum kolumbianischen Kulturattaché in Italien ernannt. Von 2008 bis 2011 fungierte er als Berater der Stadt Medellín. Zu Beginn der 2010er Jahre befand er sich in finanziellen Schwierigkeiten. Er hatte auf die Zahlung seiner Rente verzichten müssen, da er einen besser dotierten Vertrag mit Coldeportes, der staatlichen kolumbianischen Sportförderung, hatte. Da er die Erwartungen von Coldeportes nicht erfüllte, wurden die Gehaltszahlungen an ihn gestoppt. Wegen dieser Probleme habe „der große Cochise“ seinen „Humor verloren“, so die spanische Webseite KienyKe.com.

## Ehrungen
1967, 1968, 1970 und 1971 wurde Martín Emilio Rodríguez „Sportler des Jahres“ von Kolumbien. 1999 wurde er zum „Kolumbianischen Sportler des Jahrhunderts“ gewählt. In seiner Heimatstadt Medellín wurde die dortige Radrennbahn zu seinen Ehren „Velódromo Martín Emilio Cochise Rodríguez“ genannt.

## Spitzname
Dene Spitznamen „Cochise“ erhielt Rodríguez in seiner Jugend, weil er ein Fan des Films Der gebrochene Pfeil war, der vom Schicksal der Apachen unter ihrem Häuptling Cochise erzählt. 2011 wurde der Spitzname „Cochise“ offiziell in seinen Ausweis eingetragen.

## Erfolge

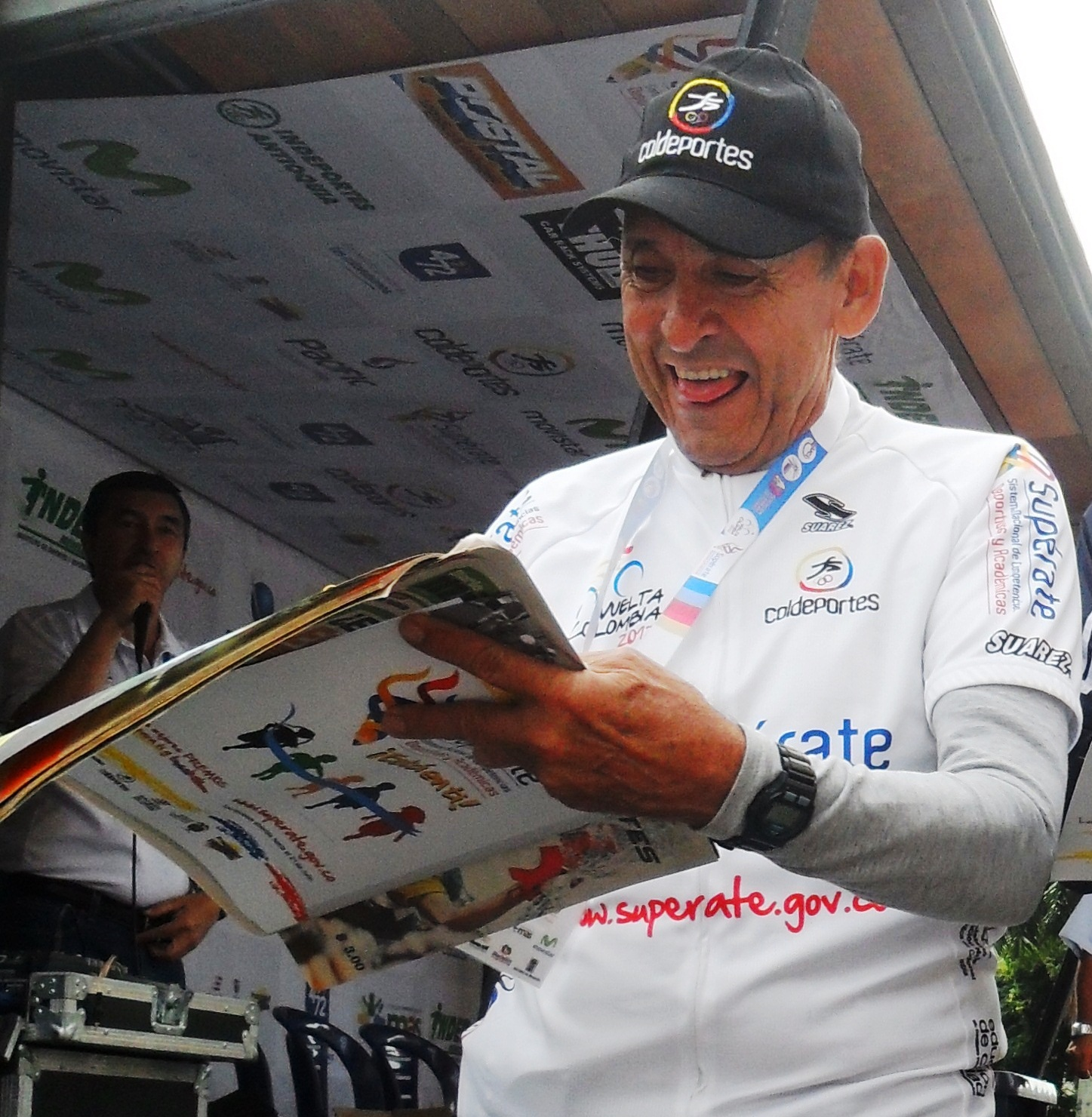
„Cochise“ Rodríguez gibt Autogramme bei der Vuelta a Colombia 2012

### Straße
1961
- Juegos Bolivarianos – Mannschaftszeitfahren
- eine Etappe Vuelta a Colombia

1962
- Zentralamerika- und Karibikspiele – Mannschaftszeitfahren
- eine Etappe Clásico RCN
- zwei Etappen Vuelta a Colombia

1963
- Gesamtwertung, zwei Etappen und Bergwertung Clásico RCN
- Gesamtwertung und sechs Etappen Vuelta a Colombia

1964
- Gesamtwertung und neun Etappen Vuelta a Colombia

1965
- eine Etappe Vuelta a Colombia
- Kolumbianischer Amateur-Meister – Straßenrennen

1966
- Zentralamerika- und Karibikspiele 1966 – Straßenrennen, Mannschaftszeitfahren
- Gesamtwertung und zwei Etappen, Berg- und Sprintwertung Vuelta al Táchira
- Gesamtwertung und acht Etappen Vuelta a Colombia

1967
- zwei Etappen und Bergwertung Clásico RCN
- Gesamtwertung und vier Etappen Vuelta a Colombia

1968
- Gesamtwertung und drei Etappen Vuelta al Táchira
- eine Etappe Vuelta a Colombia

1969
- zwei Etappen Vuelta a Colombia

1970
- Zentralamerika- und Karibikspiele – Mannschaftszeitfahren
- eine Etappe Clásico RCN
- eine Etappe Vuelta a Colombia

1971
- Gesamtwertung und vier Etappen Vuelta al Táchira
- eine Etappe Clásico RCN
- eine Etappe Vuelta a Colombia

1972
- eine Etappe Clásico RCN
- zwei Etappen Vuelta a Colombia

1973
- eine Etappe Giro d’Italia
- Trofeo Baracchi (mit Felice Gimondi)
- Grand Prix Camaiore

1975
- eine Etappe Giro d’Italia
- Gesamtwertung und eine Etappe Cronostaffetta (mit Felice Gimondi und Giacinto Santambrogio)

1976
- zwei Etappen und Bergwertung Clásico RCN

1979
- zwei Etappen und Punktewertung Clásico RCN
- eine Etappe Vuelta a Colombia

### Bahn
1961
- Juegos Bolivarianos – Einerverfolgung

1962
- Zentralamerika- und Karibikspiele – Einerverfolgung

1965
- Juegos Bolivarianos – Einerverfolgung

1967
- Panamerikanische Spiele – Einerverfolgung

1969
- Südamerikaspiele – Einerverfolgung

1970
- Zentralamerika- und Karibikspiele – Einerverfolgung, Mannschaftsverfolgung
- Juegos Bolivarianos – Einerverfolgung

1971
- Panamerikanische Spiele – Einerverfolgung
- Amateur-Weltmeister – Einerverfolgung